# كونت أيمار دي لا بوم
كونت أيمار دي لا بوم (بالفرنسية: Aymar de La Baume Pluvinel)‏ (و. 1860 – 1938 م) هو عالم فلك من فرنسا . ولد في باريس . وكان عضواً في الأكاديمية الفرنسية للعلوم .
توفي عن عمر يناهز 78 عاماً.

## جوائز
حصل على جوائز منها:
- جائزة بيير جانسين.